# Midyphil Bermejo Billones
Midyphil "Dodong" Bermejo Billones (Panay, 4 luglio 1969) è un arcivescovo cattolico filippino, dal 2 febbraio 2025 arcivescovo metropolita di Jaro.

## Biografia
Nato a Panay, nel Visayas Occidentale e nell'arcidiocesi di Capiz, il 4 luglio 1969, studia filosofia presso il seminario di San Vincenzo Ferrer in Iloilo. Ottiene un master in teologia presso la Loyola School of Theology in Quezon City. Nel 2011 ottiene infine il dottorato in teologia presso la Pontificia Università Gregoriana in Roma.

### Ministero presbiterale
Ordinato diacono per l'arcidiocesi di Jaro il 10 dicembre 1994 presso la cappella dell'Università Ateneo de Manila, il 2 ottobre 1995 è ordinato presbitero presso la cattedrale di Sant'Elisabetta d'Ungheria in Iloilo dall'arcivescovo metropolita di Jaro Alberto Jover Piamonte. Svolge poi l'incarico di vicario parrocchiale presso la cattedrale fino al 1997. Dallo stesso anno al 2001 è anche segretario personale degli arcivescovo Alberto Jover Piamonte ed Angel Lagdameo.
Nel corso del suo ministero, è anche membro del Consiglio presbiterale diocesano dal 2000 al 2001. Ricopre inoltre il ruolo di vicecancelliere, direttore spirituale e membro della Commissione arcidiocesana per la pastorale penitenziaria, dal 2000 al 2004. Direttore della Commissione diocesana per i Giovani, è notaio del terzo sinodo diocesano, tra il 2003 e il 2004.
Cancelliere dell'arcidiocesi fino al 2004, è anche rettore del Seminario regionale San Giuseppe in Iloilo dal 2013 al 2019, dopo esserne stato vicerettore. Dal 2011 al 2013 è direttore della Commissione diocesana per il Laicato. Membro dell'Ufficio per le Questioni teologiche della Federazione delle Conferenze episcopali nel 2014, nel 2017 è nominato tra i membri del Comitato dei redattori della Ratio Nationalis per i Seminari.

### Ministero episcopale

#### Vescovo ausiliare di Cebu
Il 16 luglio 2019 papa Francesco lo nomina vescovo ausiliare di Cebu e titolare di Tagarata. Il 27 agosto successivo è consacrato vescovo presso la cattedrale di Iloilodall'arcivescovo metropolita di Jaro Jose Romeo Juanito Orquejo Lazo, co-consacranti principali Jose Serofia Palma, arcivescovo metropolita di Cebu, ed Angel Lagdameo, arcivescovo emerito di Jaro. Il 26 settembre inizia il suo ministero presso la cattedrale di Cebu.
Nel contesto arcidiocesano, è nominato membro del Collegio dei consultori nel 2019, quando diviene anche moderatore del Santuario nazionale di San Giuseppe in Mandaue. Il 21 novembre dello stesso anno, in una delle sue omelie, ammette di aver quasi perso la fede, per poi riscoprirla. Racconta che, quando sua madre è morta nel 2013, ha smesso di pregare il rosario e ha dubitato della sua vocazione sacerdotale a causa del dolore e della depressione, finché non ha sperimentato la "grazia della guarigione", che lo spinge ulteriormente a ricominciare a pregare.
All'interno della Conferenza Episcopale Filippina, è membro della Commissione sulla Dottrina della fede e della Commissione sui Seminari. Nel 2022 è, inoltre, nominato membro della Segreteria del Consiglio di Programmazione pastorale dell'arcidiocesi di Cebu.

#### Arcivescovo metropolita di Jaro
Il 2 febbraio 2025 papa Francesco lo nomina arcivescovo metropolita di Jaro, succedendo a Jose Romeo Juanito Orquejo Lazo, dimessosi per raggiunti limiti di età. Prende possesso della sede arcivescovile il 2 aprile successivo, alla presenza del suo predecessore, dell'arcivescovo metropolita di Cebu Jose Serofia Palma, dell'arcivescovo metropolita di Manila, il cardinale Jose Fuerte Advincula, e dal nunzio apostolico nelle Filippine, l'arcivescovo Charles John Brown.

## Genealogia episcopale
- Cardinale Scipione Rebiba
- Cardinale Giulio Antonio Santori
- Cardinale Girolamo Bernerio
- Arcivescovo Galeazzo Sanvitale
- Cardinale Ludovico Ludovisi
- Cardinale Luigi Caetani
- Cardinale Ulderico Carpegna
- Cardinale Paluzzo Paluzzi Altieri degli Albertoni
- Papa Benedetto XIII
- Papa Benedetto XIV
- Papa Clemente XIII
- Cardinale Enrico Benedetto Stuart
- Papa Leone XII
- Cardinale Chiarissimo Falconieri Mellini
- Cardinale Camillo Di Pietro
- Cardinale Mieczysław Halka Ledóchowski
- Vescovo Jan Maurycy Paweł Puzyna de Kosielsko
- Arcivescovo Józef Bilczewski
- Arcivescovo Bolesław Twardowski
- Arcivescovo Eugeniusz Baziak
- Papa Giovanni Paolo II
- Arcivescovo Antonio Franco
- Arcivescovo Jose Romeo Juanito Orquejo Lazo
- Arcivescovo Midyphil Bermejo Billones